# Acrostolio

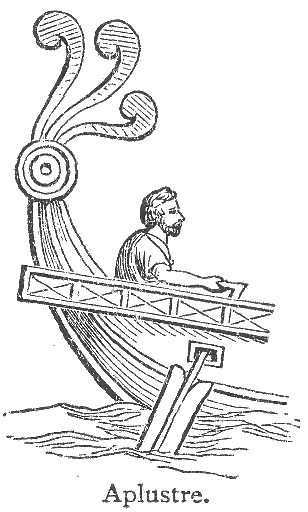

El acrostolio (en griego ἀκροστόλιον) era una especie de adorno, que se ponía en la punta de la proa de la nave. Fue el precursor del parasemo con el que se decoraban, y algunos todavía lo están, los barcos", aunque otras fuentes y diccionarios lo definen como en la popa.
Otros le llaman áflasto, y aplustre pero estos nombres se aplican con más propiedad a piezas que adornaban la popa. Juan Rosino le llama acroterio.
Era en sustancia una especie de ala compuesta de leños labrados en cierta proporción y con disminución sin que fuese su número fijo; pues se ven unos de cinco y otros de seis tablas, tal vez enlazadas unas con otras y tal vez sin esta circunstancia. 

## Numismática
El acrostolio es signo propio de ciudades marítimas o de victorias navales. Por estos respectos se ve uno solo en medallas de Gades, Nicópolis en Epiro y Tiro, y en las de la familia Casia. También se encuentra en las siguientes:
- Con globo y espiga en las de la familia Cornelia.
- Con camarón, faja y flor en las de la familia Servilia.
- Con trofeo naval en las de la familia Sulpicia.
- Delante de la cabeza de Júpiter en las de Dora.
- Detrás de cabeza de mujer velada y coronada de torres, en las de Sidón.
- Con la cabeza de Pompeyo, en las de este.
- Neptuno con él en la D. en las de Epimenes, Pompeyo, Augusto, Vespasiano, Tito, Adriano y Pertinaz.
- Mujer montada en delfín con él en la D. en las de Apamea en Bitinia.
- Semíramis o Astarte en pie con él en la mano, en las de Ascalon, Berito y Sidon.
- Mujer en pie con él en la mano, en las de Céricos y Tiro.
- Diana con él en la D. en las de Léucade en Acarnania.
- Victoria con él en la D. en las de Siracusa.
- Figura velada con él en la D. en las de Valeriano.